# Yohanna Idha
Yohanna Idha Vähi (født 6. maj 1978 i Eskilstuna) er en svensk skuespillerinde og fotomodel. Hun er blandt andet uddannet på American Academy of Dramatic Arts i New York City.
I 2013 blev hun nomineret til en Guldbagge for sin birolle i spillefilmen Katinkas kalas (2011).

## Udvalgt filmografi
- Die Zombiejäger (2005)
- Sex & Sushi (2006)
- Gangster (2007)
- Beck (tv-serie, 2008)
- Wallander (tv-serie, 2008)
- Angry (2010)
- Katinkas kalas (2011)
- Ægte mennesker (tv-serie, 2012)
- Elsas värld (tv-serie, 2013)
- God (kortfilm, 2014)
- Reya (2014)
- Vilsen (2016)
- Fartblind (tv-serie, 2019)
- Kærlighed og anarki (tv-serie, 2022)
- Meningen med livet (tv-serie, 2022)